# Maria Hirszbein
Maria Hirszbein, również jako Hirszbejn (ur. 5 marca 1889 w Zgierzu, zm. 1939 lub 1942 w Warszawie) – polska producentka filmowa i kierowniczka produkcji żydowskiego pochodzenia, jedna z pierwszych kobiet w polskiej produkcji filmowej.

## Życiorys
Maria Hirszbein urodziła się 5 marca 1889 w Zgierzu, w rodzinie Jakuba i Sary z Librachów. Ukończyła gimnazjum w Łodzi. Była absolwentką Akademii Handlowej w Berlinie. Od 1924 pracowała w wytwórni filmowej Leo Forbert, której była także współwłaścicielką. Dwa lata później została właścicielką, gdy odkupiła udziały Leona Forberta, po czym zmieniła nazwę wytwórni na Leo-Film. W 1932, po wejściu w spółkę ze scenografem i architektem Bolesławem Landem, straciła decydujący głos w spółce, który odzyskała po śmierci Landa w 1936. W Polsce Leo-Film była jedną z najważniejszych wytwórni filmowych lat 30. XX w.
Wytwórnia wyprodukowała m.in. fabuły i filmy dokumentalne w jidysz, w tym: Tkijes kaf (Ślubowanie; 1924), czy Łamed-wownik (Jeden z 36; 1925). Głównym reżyserem produkcji filmowych Leo-Film był z początku Henryk Szaro, którego zastąpił Juliusz Gardan.
W 1932 sukces przyniosła jej produkcja filmu Legion ulicy, wyreżyserowanego przez Aleksandra Forda. Legion ulicy uznawany jest za jeden z najlepszych filmów okresu międzywojennego, lecz nie zachował się do XXI w.
Produkcje Hirszbein  wprowadzały nowe elementy do polskiej kinematografii, takie jak pierwsze zdjęcia realizowane na morzu (Zew morza, 1927) bądź też problematykę społeczną (Legion ulicy). Jej wytwórnia dawała szansę rozwoju debiutantom. Pozwoliła rozwinąć się reżyserom: Henrykowi Szaro i Juliuszowi Gardanowi oraz aktorom: Norze Ney, Franciszkowi Brodniewiczowi, Toli Mankiewiczównie, Helenie Grossównie i Tadeuszowi Fijewskiemu.
Maria Hirszbein była współzałożycielką Polskiego Związku Producentów Filmowych (1927). Rok później została członkinią Komisji Rewizyjnej, a w latach 30. piastowała stanowisko wiceprzewodniczącej Sekcji Producentów. Należała także do władz Polskiego Związku Przemysłowców Filmowych.
Data i okoliczności śmierci nie są pewne – zmarła we wrześniu 1939 podczas bombardowania Warszawy lub podczas likwidacji getta warszawskiego w 1942 roku.

## Filmografia
- 1924: Tkijes kaf (Ślubowanie) reż. Zygmunt Turkow
- 1925: Łamed-wownik (Jeden z 36), reż. Henryk Szaro
- 1926: Czerwony błazen, reż. Henryk Szaro
- 1927: Zew morza, reż. Henryk Szaro
- 1928: In di pojlisze welder (W lasach polskich), reż. Jonas Turkow
- 1928: Kropka nad i, reż. Juliusz Gardan
- 1929: Policmajster Tagiejew, reż. Juliusz Gardan
- 1930: Uroda życia, reż. Juliusz Gardan
- 1932: Legion ulicy, reż Aleksander Ford
- 1933: 10% dla mnie, reż. Juliusz Gardan
- 1933: Prokurator Alicja Horn, reż. Michał Waszyński, Marta Flantz
- 1935: Kochaj tylko mnie, reż. Marta Flantz
- 1936: Papa się żeni, reż. Michał Waszyński
- 1937: Tkijes kaf (Ślubowanie), reż. Henryk Szaro
- 1939: Kłamstwo Krystyny, reż. Henryk Szaro
- 1939: Szalona Janka (film planowany)

Źródło.